# Barra Parish Church

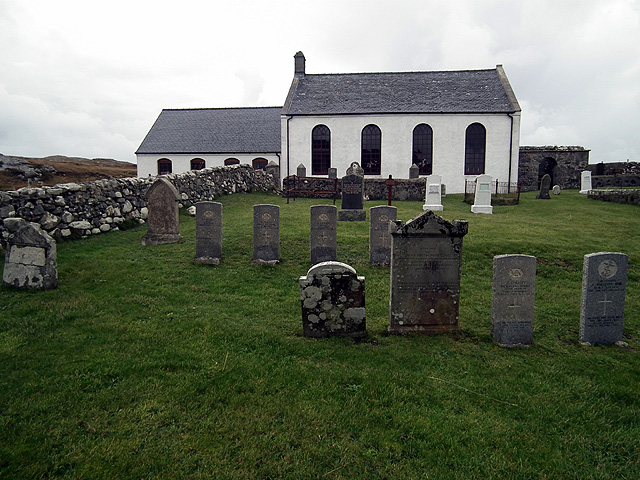
Barra Parish Church

Die Barra Parish Church ist ein Kirchengebäude der presbyterianischen Church of Scotland auf der schottischen Hebrideninsel Barra. 1971 wurde das Gebäude in die schottischen Denkmallisten in der Kategorie C aufgenommen. Die Kirche ist heute noch als solche in Benutzung.

## Beschreibung
Die Kirche befindet sich in einer kleinen Streusiedlung im Norden Barras, abseits der A888. Sie liegt in der Südwestecke eines Friedhofs, den eine Bruchsteinmauer umfriedet. Der Friedhof wird über eine schlichte Pforte rechts der Kirche betreten. 
Die Bauarbeiten erfolgten zwischen 1829 und 1834 nach einem Entwurf des einheimischen Architekten Peter Dawson aus dem Jahr 1825. Es handelt sich um ein schlichtes, längliches mit Harl verputztes Gebäude. In der Ostseite sind vier Rundbogenfenster verbaut, während die Westseite fensterlos ist. Das Gebäude schließt mit einem schiefergedeckten Satteldach ab, auf dessen südlicher Giebelfläche ein kleiner Glockenturm aufsitzt. Im Süden schließt sich ein niedrigerer Eingangsbereich an, der durch eine Rundbogentür in der Südfassade betreten wird. Das Gebäude wurde 1982 renoviert. Der Pfarrer bewohnte einst das westlich gelegene Pfarrhaus Cuither House.